# جاك روذرفورد (لاعب كريكت)
جاك روذرفورد (بالإنجليزية: Jack Rutherford)‏ (25 سبتمبر 1929 في أستراليا - 21 أبريل 2022) هو لاعب كريكت أسترالي. شارك مع منتخب أستراليا الوطني للكريكت.

## وصلات خارجية
- جاك روذرفورد على موقع إي آس بي آن كريك إنفو (الإنجليزية)